# 湯姆·佩蒂
湯瑪士·厄爾·佩蒂（英語：Thomas Earl Petty，1950年10月20日—2017年10月2日）是一名美國唱作人、多樂器演奏家、音樂製作人和演員。他是湯姆·佩蒂與傷心人樂團的主唱以及前樂團Mudcrutch的領導人。它也是1980年代晚期的超級樂團Traveling Wilburys的創始人之一。
佩蒂與傷心人樂團和他個人錄製了許多熱門歌曲。在他的事業生涯中，他在全球銷售了8000多萬張唱片，使他成為有史以來最暢銷的音樂藝術家之一。2002年，他與傷心人樂團的成員們被引入搖滾名人堂。

## 作品列表
個人專輯
- 《Full Moon Fever（英语：Full Moon Fever）》（1989年4月24日）
- 《Wildflowers（英语：Wildflowers (Tom Petty and the Heartbreakers album)）》（1994年11月1日）
- 《Highway Companion（英语：Highway Companion）》（2006年7月25日）

與傷心人樂團
- 《Tom Petty and the Heartbreakers（英语：Tom Petty and the Heartbreakers (album)）》（1976年11月9日）
- 《You're Gonna Get It!（英语：You're Gonna Get It!）》（1978年5月2日）
- 《Damn the Torpedoes（英语：Damn the Torpedoes (album)）》（1979年10月19日）
- 《Hard Promises（英语：Hard Promises）》（1981年5月5日）
- 《Long After Dark（英语：Long After Dark）》（1982年11月2日）
- 《Southern Accents（英语：Southern Accents）》（1985年5月26日）
- 《Let Me Up (I've Had Enough)（英语：Let Me Up (I've Had Enough)）》（1987年4月21日）
- 《Into the Great Wide Open（英语：Into the Great Wide Open)）》（1991年4月21日）
- 《Songs and Music from "She's the One"（英语：Songs and Music from "She's the One"）》（1996年8月6日）
- 《Echo（英语：Echo (Tom Petty and the Heartbreakers album)）》（1999年4月13日）
- 《The Last DJ（英语：The Last DJ）》（2002年10月8日）
- 《Mojo（英语：Mojo (album)）》（2010年6月15日）
- 《Hypnotic Eye（英语：Hypnotic Eye）》（2014年7月29日）

與Traveling Wilburys
- 《Traveling Wilburys Vol. 1（英语：Traveling Wilburys Vol. 1）》（1988年10月18日）
- 《Traveling Wilburys Vol. 3（英语：Traveling Wilburys Vol. 3）》（1990年10月29日）

與Mudcrutch
- 《Mudcrutch（英语：Mudcrutch (album)）》（2008年4月29日）
- 《2（英语：2 (Mudcrutch album)）》（2016年5月20日）

## 外部連結
- 官方網站 （页面存档备份，存于）
- 湯姆·佩蒂在互联网电影资料库（IMDb）上的資料（英文）
- 《大英百科全书》中的条目：湯姆·佩蒂（英文）